# 유럽 고속도로 5호선
유럽 고속도로 05호선(영어: European route E05)는 국제 연합의 국제 E-로드 네트워크의 노선으로 최서단의 남북 방면 주요 도로이다. 영국의 그리노크를 출발점으로 스코틀랜드 남부와 프랑스를 거쳐 스페인의 알헤시라스를 종착점으로 한다.
유럽 고속도로 05호선은 그리노크 - 페이즐리 - 고반 - 글래스고 - 그레트나 - 칼라일 - 펜리스 - 프레스턴 - 워링턴 - 스토크온트렌트 - 버밍엄 - 뉴베리 - 샘프턴 - 르아브르 … 파리 - 오를레앙 - 투르 - 푸아티에 - 보르도 - 산세바스티안 - 부르고스 - 마드리드 - 코르도바 - 세비야 - 카디스 - 알헤시라스를 경유한다.

## 경로

### 영국
다른 유럽 고속도로와 같이 유럽 고속도로 05호선은 영국에서 표기하거나 공식적으로 인정하지 않는다.
- A8과 M8: 그리노크 - 페이즐리 - 고반 - 글래스고
- M74와 A74(M): 글래스고 - 그레트나 - 칼라일
- M6: 칼라일 - 펜리스 - 프레스턴 - 리버풀 - 워링턴 - 버밍엄
- M42와 M40, A34, M3: 버밍엄 - 뉴베리 - 샘프턴

E05는 영국 샘프턴과 프랑스 르아브르사이에 영국 해협이 존재한다. 샘프턴에서 르아브르로 바로 연결되지 않지만, 근처의 포츠머스에서 르아브르로 페리로 연결된다.

### 프랑스

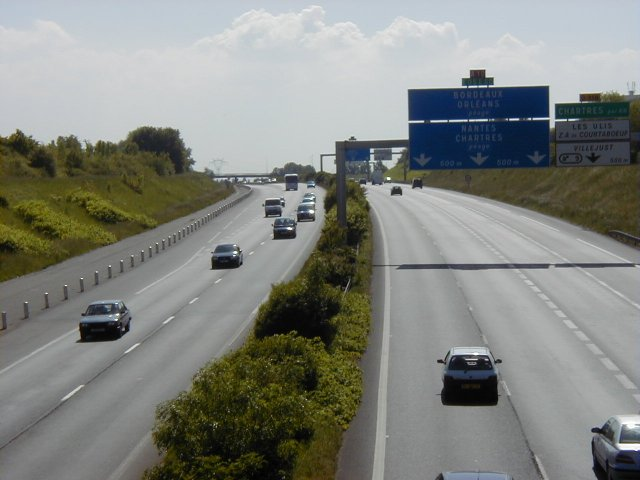
프랑스의 유럽 고속도로 05호선

프랑스에서는 유럽 고속도로 05호선을 표지하였다.
- A131와 A13: 르아브르 - 파리
  - RN182은 A131의 센강을 건널때 이용.
- A6a ,A10: 파리 - 오를레앙 - 투르 - 푸아티에 - 보르도
- A63, RN10, A63: 보르도 - 스페인 산세바스티안

### 스페인

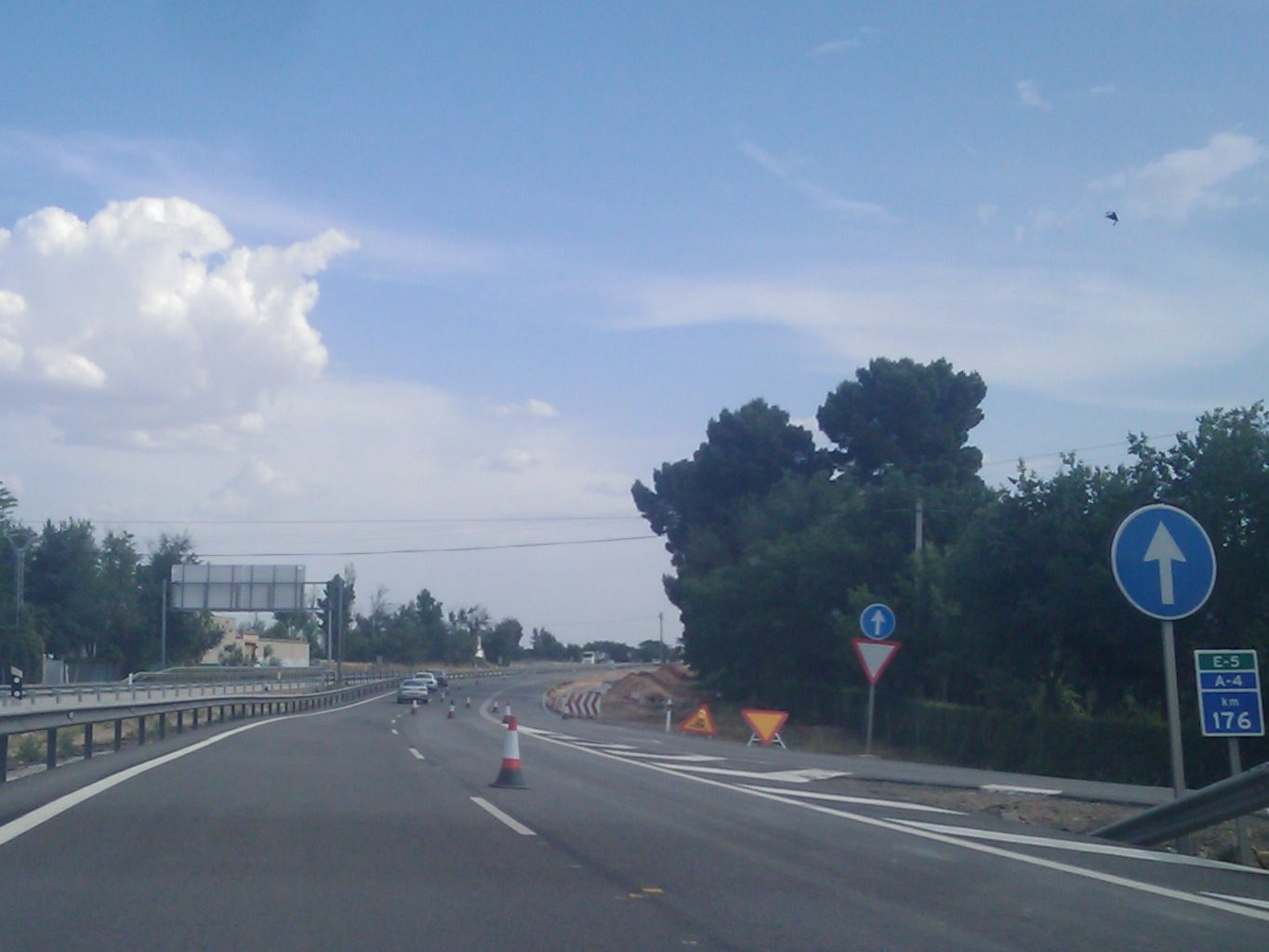
A-4 /스페인 만사나레스 근처의 유럽 고속도로 05호선

스페인에서는 유럽 고속도로 05호선을 표지하였다.
- AP-8: 프랑스 보르도 - 산세바스티안
- N-I, AP-1, A-1: 산세바스티안 - 부르고스 - 마드리드
- M-40: 마드리드 동부
- N-IV, A-4, AP-4: 마드리드 - 코르도바 - 세비야 -카디스
- A-48, N-340: 카디스 - 알헤시라스

## 참조
1. ↑  European Agreement on Main International Traffic Arteries, 2002년 4월 5일